# El Retén (ort)
El Retén är en ort i Colombia.   Den ligger i departementet Magdalena, i den norra delen av landet, 700 km norr om huvudstaden Bogotá. El Retén ligger 24 meter över havet och antalet invånare är 15 901.
Terrängen runt El Retén är mycket platt. Runt El Retén är det ganska glesbefolkat, med 27 invånare per kvadratkilometer. Närmaste större samhälle är Fundación, 13,6 km sydost om El Retén. Omgivningarna runt El Retén är huvudsakligen savann.